# Изола (Парма)
Изола је насеље у Италији у округу Парма, региону Емилија-Ромања.
Према процени из 2011. у насељу је живело 328 становника. Насеље се налази на надморској висини од 570 м.